# 巴克斯甘杰乌帕齐拉
巴克斯甘杰乌帕齐拉是孟加拉国杰马勒布尔县的一个乌帕齐拉，位於邁門辛專區的傑馬勒布爾縣。。

## 人口
據1991年孟加拉國人口普查，巴克斯甘杰共有戶數32007戶，人口236456人。其中男性佔比50.8%，女性佔比49.2%；成年人口76635人。該地7歲以上人口之平均識字率為17.4%。